# Сент Чарлс (Кентаки)
Сент Чарлс (енгл. St. Charles) град је у америчкој савезној држави Кентаки.

## Демографија
По попису из 2010. године број становника је 277, што је 32 (-10,4%) становника мање него 2000. године.
| Група             | 2000.       | 2010.       |
| Белци             | 305 (98,7%) | 270 (97,5%) |
| Афроамериканци    | 0 (0,0%)    | 0 (0,0%)    |
| Азијати           | 0 (0,0%)    | 0 (0,0%)    |
| Хиспаноамериканци | 0 (0,0%)    | 1 (0,4%)    |
| Укупно            | 309         | 277         |